# رمضان 1443 هـ
رمضان لسنة 1443 هـ بدأ يوم السَّبت من غرة رمضان يوم 2 أبريل/نيسان سنة 2022 عند 19 دولة عربية، وأعلنت المملكة الأردنية وسلطنة عمان والمملكة المغربية، وكذلك إندونيسيا وماليزيا وسلطنة بروناي أن أول أيام رمضان قد وافق 3 أبريل/نيسان سنة 2022، ويستمر 30 يومًا لينتهي في يوم 1 مايو 2022.

## الهلال
- السبت
- الأحد
- الاثنين
- الثلاثاء
- الأربعاء
- الخميس
- الجمعة

- 1
2
- 2
3
- 3
4
- 4
5
- 5
6
- 6
7
- 7
8
- 8
9
- 9
10
- 10
11
- 11
12
- 12
13
- 13
14
- 14
15
- 15
16
- 16
17
- 17
18
- 18
19
- 19
20
- 20
21
- 21
22
- 22
23
- 23
24
- 24
25
- 25
26
- 26
27
- 27
28
- 28
29
- 29
30
- 30
1 مايو
- 1
2
- 2
3
- 3
4
- 4
5
- 5
6

دعت المحكمة العليا السعودية إلى تحري رؤية هلال شهر رمضان مساء الجمعة 29 شعبان 1443هـ، حسب تقويم أم القرى، الموافق 1 أبريل 2022. وفي مساء الجمعة، أعلنت السعودية والإمارات وقطر والكويت والبحرين واليمن ومصر وفلسطين والعراق وليبيا والجزائر رسميًا أن يوم السبت هو غرة شهر رمضان المبارك، بعد ثبوت رؤية الهلال مساء اليوم (الجمعة).

## جائحة فيروس كورونا
رمضان 1443، هو ثالث شهر لرمضان يمر في ظل انتشار جائحة كورونا عالميًا.